# SERPINB6
SERPINB6‏ (Serpin family B member 6) هوَ بروتين يُشَفر بواسطة جين SERPINB6 في الإنسان.